# Parazit (2019.)
Parazit (kor. 기생충) je južnokorejska crna komedija/triler iz 2019. godine u režiji Bong Joon-hoa, koji je ujedno i scenarist zajedno s Han Jin-Wonom. U glavnim ulogama igraju Song Kang-ho, Lee Sun-kyun, Cho Yeo-jeong, Choi Woo-shik, Park So-dam, Jang Hye-jin i Lee Jung-eun. Priča prati članove siromašne obitelji koja se planira zaposliti kod bogate obitelji i infiltrirati se u njihovo kućanstvo predstavljajući se kao nepovezani, visokokvalificirani pojedinci.
Parazit je premijerno prikazan na Filmskom festivalu u Cannesu 21. svibnja 2019., gdje je postao prvi južnokorejski film koji je osvojio Zlatnu palmu. Mnogi kritičari su film smatrali najboljim 2019. godine, kao i jednim od najboljih filmova desetljeća te je 46. najbolje ocijenjeni film svih vremena na Metacriticu. Među brojnim nagradama, Parazit je na 92. dodjeli Oscara osvojio četiri vodeće nagrade: za najbolji film, najbolju režiju, najbolji originalni scenarij i najbolji strani film.

## Uloge
- Song Kang-ho kao Kim Ki-taek, otac u obitelji Kim
- Lee Sun-kyun kao Park Dong-ik, otac u obitelji Park
- Cho Yeo-jeong kao Choi Yeon-gyo, majka u obitelji Park
- Choi Woo-shik kao Kim Ki-woo, sin u obitelji Kim
- Park So-dam kao Kim Ki-jung, kćer u obitelji Kim
- Lee Jung-eun kao Gook Moon-gwang, domaćica obitelji Park
- Jang Hye-jin kao Chung-sook, majka obitelji Kim
- Park Myung-hoon kao Oh Geun-sae, muž Gook Moon-gwang
- Jung Ji-so kao Park Da-hye, kćer u obitelji Park
- Jung Hyeon-jun kao Park Da-song, sin u obitelji Park
- Park Keun-rok kao Yoon, šofer Park Dong-ik-a
- Park Seo-joon kao Min-hyuk, prijatelj Kim Ki-woo-a (kameo)